# Tramvajska elektrifikacija
Tramvajska elektrifikacija se koristi za električni tramvaj. Najčešći način elektrifikacije je preko naponskog voda, razapetog iznad tramvaja ili srodnog vozila, iako su povijesno postojali ili još postoje drugačiji sustavi elektrifikacije.

## Sekcioniranje
Zbog relativno malog napona (600-750V), koji se koristi, često se vrši sekcioniranje. U podstanici se napon transformira na veći i vodi se preko posebnog kabela uzduž trase, te se periodički (ponekad oko 2 km udaljenosti) smanjen uvodi u naponski vod preko naponskih podstanica. Tom tehnikom se dobiva stabilniji napon s manjim gubitcima.

## Naponski vod razapet iznad tramvaja
Ovo je najčešći način elektrifikacije. Čelična sajla ili više njih su razapeti, učvršćeni na poprečne razapete sajle ili konzole.
Tramvaj struju dobiva kontaktom koristeći jedan od tri moguća načina oduzimačem struje:
- trolom (sve se rjeđe koristi za tramvaje, ostaje u uporabi za trolejbuse)
- lirom (praktički se slabo koristi(la))
- pantografom (najčešće korišten i najpouzdaniji oduzimač struje)

, ako se koristi sustav s jednim zračnim vodom i jednom žicom.
Naponski vod ima obično pozitivan polaritet (kod istosmjerne struje), ili je "vrući kraj", a vozne tračnice su uzemljene, isto kao i jedan pol generatora i transformatora. Samim time su tračnice na potencijalu zemlje, tj. neopasne za živa bića.
Ako se koristi sustav s dvije žice, u tom slučaju su jedna žica pozitivan, a druga negativan vod. Isti sustav kakav se koristi i za trolejbus.
Ako se događaju križanja zračnih vodova (klrižanje) ili skretanja, to je najlakše riješiti kod jednog voda na istom potencijalu tako, da se jednostavno spoje, osim u slučaju trole.
Svaka druga kombinacija (dvije zračne žice) nužno dovodi do uporabe specijaliziranih prekidača, koji reagiraju na posebne načine, ovisno o prilazećem vozilu. U tom slučaju postoji i posebna signalizacija, kako bi vozač(i/ce) vozila znao/li kako je prekidač postavljen i koji vod je trenutno aktivan (spojen), a koji odspojen.

### Odvajanje naponskih sekcija
Napajanje dijelova tramvajske pruge (svakih 1-2 km) se nalaze mjesta, gdje se napon napajanja spaja na mrežu. Razlog su gubitci napona, koji nastaju uzduž naponskog voda. Za tu svrhu se koriste rasklopci.

## Treća šina (napajanje s vozne površine)
Za ovaj način elektrifikacije se dodaje treća šina, na kojoj je napon.
Treća šina je opasna za ljude, te je postojalo i postoji nekoliko načina zaštite od strujnog udara.

### Alimentation par Sol (APS)
To je način napajanja, koji koristi treću tračnicu položenu na tlo, koja se nalazi paralelno s voznim tračnicama. Tračnica je pod naponom samo, kad se tramvaj nalazi iznad nje (sekcija pod naponom). Za to tramvaj posjeduje posebnu ugrađenu opremu, koja aktivira samo dio tračnice trenutno ispod vozila, te nakon prolaska vozila se deaktivira, dakle nije više pod naponom. Ovaj sustav se koristi na dijelu tramvajske mreže u gradu Bordeauxu.
Neki od problema su: začeplivanje vodom, kada se voda ne rasporedi ili ne otiče dovoljno brzo nakon jake kiše.

## Povijesni, više nekorišteni sustavi tramvajskog napajanja

### Vozne tračnice
Ovo je najočitiji način napajanja. Jedna tračnica je pozitivan, a druga negativan pol napajanja. Prvi tramvaj je elektrificiran na ovaj način.
Zbog blizine zemlje, to je bilo opasno za živa bića, jer su strujni udari bili česti. Najveći mogući napon je 220V.
Zatim, voda od kiše je vodič, samim time može stvoriti kratki spoj.
Iz svih tih razloga, ovo se više nigdje ne primjenjuje za tramvaje, osim kod maketa i tramvajskih modela "male željeznice".

### Naponska šina u jarku
Naponska šina je spuštena u jarak, te je time nedostupna za direktan kontakt. Time se onemogućuje direktan strujni udar.
Ovakav sustav je imala Budimpešta.
Nije bilo obrane od snijega i leda, prljavština se nakupljala, i kontakti su se jako trošili. Zbog toga je sustav kasnije zamijenjen s naponskim zračnim vodom.

### Cijevni sustav
Dvije naponske šine su spuštene u cijev, dakle nedostupne za direktan kontakt. Oduzimanje struje se vršilo pomoću tzv. "pluga" (eng. plow). Plug je imao dvija metalna kontakta koji su pritiskali sa strane na naponske šine, a bili su spojeni na elektromotor.
Vozne tračnice nemaju naponski kontakt.
Ovakav način su povijesno koristili gradovi London, Denver, New York te Bruxelles.

## Klinski kontakt
Ovaj sustav je postojao prije. Radio je na sličnom principu kao APS, ali je imao klinove u određenim razmacima. Paljenje su vršili jaki elektromagneti u tramvaju. Međutim, sustav nije bio pouzdan, i ponekad se klin koje je bio aktiviran nije ugasio nakon prolaska tramvaja. Svaki kontakt je posjedovao osigurač, koji je trebao pregorjeti, ako se takvo što dogodi. Zbog toga je tramvaj poslao vrlo jak strujni impuls, koji je trebao rastaliti osigurač. To se pokazalo kao nepouzdano, jer je jaka struja često rastalila kontakt, i klin bi ostao pod naponon.
- Konzole s razapetim naponskim zračnim vodom
- Križanje s drugim vodovima (zračni naponski vodovi tramvaja i trolejbusa)
- Primjer tramvaja s trolom, koja je vidljiva s gornje strane tramvaja (spuštena). Ovaj tramvaj je bio posebne izvedbe, te je posjedovao i baterije
- Primjer tramvaja s lirom. Kao i trola, mora uvijek biti postavljena suprotno od smjera vožnje
- Primjer tramvaja sa pantografom (laktasta izvedba, koja pritisnuta na zračni vod. Na slici se vide dva uzdignuta pantografa na dvoje tramvaja
- sekcija APS vodiča, koja pokazuje neutralni dio na krajevima napajanih odjeljaka i jednu od izolirajućih spojnih kutija koji mehanički i električki spajaju odjeljke APS-a
- Sustav sa naponskim cijevima, ostatci
- Sustav napajanja sustava sličnog tramvajskom (na točkovima s gumama), u gradu Clermont-Ferrand  (Translohr). Instalira se i u gradovima L’Aquila i u gradu Venedig.